# Cartman súlyos bűne
A Cartman súlyos bűne (Cartman's Silly Hate Crime 2000) a South Park című rajzfilmsorozat 50. része (a 4. évad 2. epizódja). Elsőként 2000. április 12-én sugározták az Amerikai Egyesült Államokban.

## Cselekmény
|  | Alább a cselekmény részletei következnek! |

Az epizód elején a fiúk szánkóversenyre készülnek a lányok ellen, melyen a legjobb csapat indulhat el, azaz Eric Cartman és barátai (a többiek Cartman testsúlyát használják fel, hogy a szánkó gyorsabban csússzon). Token megjegyzést tesz Cartman súlyára, aki figyelmezteti, hogy ne merje még egyszer kövérnek hívni. Kyle Broflovski ismét felemlegeti Cartman súlyát, mire az indulatában Tokent dobja fejbe egy kővel. Balszerencséjére Token az iskola egyetlen színes bőrű tanulója, így a felnőttek túlreagálják és faji indíttatásúnak bélyegzik az incidenst, a pedig bíróság gyűlölet-bűncselekmény vádjával a fiatalkorúak börtönébe küldi Ericet. Mialatt próbálja elkerülni a nála erősebb rabokat, Cartman a végbelében cigarettát csempészik be cellatársának, Romper Stompernek, hogy az cserébe segítsen neki megszökni. Amikor az közli vele, hogy nincs kiút, Cartman sírva fakad, ezért rabtársa megsajnálja és megígéri neki, hogy segít rajta.
Ezalatt a többi gyerek a Phil Collins-dombon a lányok elleni szánkóversenyre készül, de kénytelenek belátni, hogy Cartman súlya nélkül nem tudnak a kívánt sebességre felgyorsulni. Emiatt úgy határoznak, kiszabadítják barátjukat és megkérik Tokent, bocsásson meg Cartmannek. Ő ebbe készségesen beleegyezik, apja pedig segít a gyerekeknek prezentációt készíteni a gyűlölet-bűncselekményekről, melyet a kormányzó mutatnak be; eszerint a faji törvények pont azt hangsúlyozzák ki, hogy különbségek vannak az egyes rasszok között.
A börtönben Cartmannek sikerül megszöknie Romper segítségével, aki azonban menekülés közben elesik és eltöri a lábát, ezért arra kéri barátját, hagyja őt magára és meneküljön el egyedül. Ezután átadja neki a lábbelijét, de ekkor megjelennek az őrök, akik közlik Cartmannel, hogy a kormány megbocsátott neki, ezért szabadon elmehet. Cartman még éppen időben jelenik meg a szánkóversenyen, így Stan Marshsal, Kyle-lal és az addigra már halott Kenny McCormickot helyettesítő Tokennel meg is nyeri azt. Cartman ekkor megfogadja, hogy a börtönben átélt rossz élmények után soha többé nem veszi készpénznek barátait, majd egy kővel fejen találja az őt idegesítő Pipet (majd gyorsan meggyőződik arról, hogy a britek nem számítanak etnikai kisebbségnek). Az epizód legvégén Cartman teljesíti Romper Stomper legnagyobb álmát és a végbelében becsempészi neki egész Disneylandet.

## Kenny halála
- Mivel Cartman távollétében a gyerekek új technikát keresnek a szánkóverseny megnyerésére, egy téglarakásra ruhákat adnak és a szánkó végbe állítják. A szán azonban túlságosan felgyorsul, pörögni kezd, ezért Kyle és Stan leugrik róla, de Kenny egy fának csapódik és a téglarakás összezúzza.

## Utalások
- Az epizód az OZ című, börtönben játszódó sorozatot figurázza ki.
- Cartman börtönbeli sorszáma a 24601-es, éppen úgy, mint A nyomorultak című Victor Hugo-regény főhősének, Jean Valjeannak.
- Romper Stomper neve célzás egy 1992-es azonos című ausztrál filmre, mely szintén a gyűlölet-bűncselekményekről szól.
- Cartman szökése Kenny kisautójában O. J. Simpson hírhedt autós üldözésének paródiája.
- Romper Stompernek hasonló tetoválása van (egy könnycsepp a szeme alatt), mint a Cry-Baby című musical főszereplőjének. Ez a szimbolikus tetoválás gyakori a rabok között és azt jelképezi, hogy viselője ölt már embert.

## Érdekességek
- A negyedik évad első négy epizódjának eredeti címeiben feltűnik a 2000-es szám; a hivatalos weboldal szerint ezt a sorozat egyik készítője, Trey Parker találta ki, hogy kigúnyolja azokat, akik az újév alkalmából az évszám megszállottjai lettek és minden televíziós műsorban, illetve egyéb produkcióban feltüntették ezt a számot.
- A lányok fő hangadója, egy rózsaszín kabátos lány, beszél a legtöbbet, miután a lányok kisiklottak, elviszi egy medve. Magyar hangja: Nemes Takách Kata.

## Bakik
- A mérkőzés napján Stan magához hívja Clyde-ot, hogy az Cartman helyett versenyezzen. Clyde viszont ekkor a háttérben is látható, a lányok szánkóján ülve.
- Cartman először a 24601-es számot kapja, de később a rabruháján „26354” szerepel.